# Fosse (Enego)
Fosse è una frazione del comune Enego in Provincia di Vicenza, posta sull'Altopiano dei Sette Comuni a 620 metri sul livello del mare.

## Località
Fosse è composta dalle seguenti località:
- Bastia
- Collicello
- Coldarco di Sotto
- Crosare
- Gasparini
- Giardinetto
- Galvani
- Fosse di Sotto
- Fosse di Mezzo
- Fosse di Sopra
- Mugnai-Massariggi-Pasqualoni
- Velte

## Luoghi d'interesse

### Architetture religiose
La parrocchia di Fosse istituita l'8 dicembre del 1960 è dedicata a "san Giuseppe lavoratore" e fa parte dell'unità pastorale di Enego, Vicariato di Fonzaso-Valstagna, Diocesi di Padova.
La chiesa la cui costruzione fu ultimata nel 1967, si trova in via Fosse di Mezzo, 67 ed è dotato di patronato restaurato in occasione del Giubileo al quale è stata dedicata anche una cappella.

### Fortificazioni
Forte ColdarcoFortezza militare italiana risalente alla Prima guerra mondiale (1913) per la difesa della Valsugana dall'invasione Austriaca. Galleria interamente scavata nella roccia, dispone di 5 gallerie laterali che si affacciano sulla Valsugana è stato restaurato nel 2005.
Si trova in località Coldarco di Sotto, in località Massariggi si imbocca la strada per Coldarco, andando a sinistra al bivio dopo circa 500 metri. Chiamato anche Forte Stella disponeva di 4 pezzi da 75 A ed era collegato alla vicina Caserma della Batteria.
La Bastiaresti di antiche fortificazioni forse di epoca romana, posizionata a strapiombo sulla Valsugana, in località omonima.

## Eventi
Il giorno festivo del paese è il 1º maggio, ed il Patrono è S.Giuseppe Operaio, durante il quale si tiene l'annuale sagra durante la quale vengono premiate con il S.Giuseppe d'Oro le personalità residenti o originarie di Enego che hanno dato più lustro all'intero comune.